# NGC 198
NGC 198 is een spiraalvormig sterrenstelsel in het sterrenbeeld vissen.
NGC 198 werd op 25 december 1790 ontdekt door de Duits-Britse astronoom Friedrich Wilhelm Herschel.

## Synoniemen
- GC 97
- IRAS 00367+0231
- H 2.857
- MCG +00-02-109
- PGC 2371
- UGC 414
- ZWG 383.57